# 언더 더 돔
언더 더 돔(Under the Dome)은 2009년 11월 출간된 스티븐 킹의 SF 소설이다.